# Cerro Toro
Cerro Toro es un relieve cretácico de la cuenca de Magallanes de la región patagónica del sudeste de Chile. El cerro Toro es un elemento de la cordillera de los Andes del sur. Los Andes son fundamentalmente el resultado de los procesos de la tectónica de placas, causados por la subducción de la placa de Nazca bajo la placa sudamericana. La formación del cerro Toro comenzó en el período Jurásico.  El monumento natural cueva del Milodón está situado en el lado sur del cerro Benítez asociado a la formación del cerro Toro.